# Palazzo del seminario (Mazara del Vallo)
Il palazzo del Seminario è un edificio che si affaccia sulla piazza della Repubblica della città di Mazara del Vallo, fronteggiando il Palazzo vescovile e la Cattedrale.
L'iniziale sede del seminario, istituito con decreto vescovile nel 1579 dal vescovo Bernardo Gascó, fu la chiesa di Sant'Egidio finché non venne costruito nel 1710 l'attuale palazzo per volontà del vescovo Bartolomeo Castelli.
Il prospetto dell'edificio presenta un porticato con 11 archi a tutto sesto con pilastri a base quadrata e un loggiato soprastante anch'esso costituito da 11 archi a tutto sesto, ma con pilastri a base rettangolare. Sia il porticato che il loggiato hanno poi una copertura a crociera. Alla fine della loggia, lato ovest, si trova un'edicola munita di cancello che conteneva, fino al XIX secolo, il dipinto della Madonna delle Campane, opera commissionata ad Antonello da Messina.
All'interno si trova un porticato con 16 archi a tutto sesto che si reggono su 20 colonne tuscaniche che delimitano un atrio di forma rettangolare da cui si può accedere all'attiguo Museo diocesano.